# La Immaculada de Casa Bolunya
La Immaculada de Casa Bolunya és la capella particular de Casa Bolunya, en el poble de Saurí, del terme municipal de Sort, a la comarca del Pallars Sobirà. Pertanyia a l'antic municipi de Lessui.
Està situada al bell mig de la població de Saurí.